# Pascal Touron
Pascal André Jean Touron (* 22. Mai 1973 in Arcachon) ist ein ehemaliger französischer Leichtgewichts-Ruderer, der zwei olympische Medaillen gewann.
Der 1,76 m große Touron startete für Union Sportive Aviron Gravelinoise. 1991 ruderte er bei den Junioren-Weltmeisterschaften im Doppelzweier, erreichte aber nur das B-Finale. Bei den (inoffiziellen) U23-Weltmeisterschaften 1994 belegte er mit dem Leichtgewichts-Doppelvierer den sechsten Platz, 1995 kam er mit dem Leichtgewichts-Doppelzweier auf den achten Platz. Seine erste Medaille im Erwachsenenbereich gewann er bei den Weltmeisterschaften 1996 im Leichtgewichts-Doppelvierer, als er in dieser nichtolympischen Bootsklasse die Bronzemedaille erhielt. 1997 belegte er in der olympischen Bootsklasse Leichtgewichts-Doppelzweier den neunten Platz bei den Weltmeisterschaften auf dem Lac d’Aiguebelette. Im Jahr darauf erreichte er bei den Weltmeisterschaften in Köln den sechsten Platz. Der fünfte Platz bei den Weltmeisterschaften 1999 bedeutete die direkte Olympiaqualifikation. Im Finale der Olympischen Spiele 2000 in Sydney siegten die Polen Tomasz Kucharski und Robert Sycz vor den Italienern Elia Luini und Leonardo Pettinari, anderthalb Sekunden dahinter gewannen Touron und sein Partner Thibaud Chapelle die Bronzemedaille. 
Bei den Ruder-Weltmeisterschaften 2001 trat Pascal Touron mit dem Leichtgewichts-Achter an und gewann seinen einzigen Weltmeistertitel. Auch 2002 saß Touron in einem Riemenboot, mit dem Leichtgewichts-Vierer ohne Steuermann belegte er den sechsten Platz bei den Weltmeisterschaften 2002. 2003 kehrte er ins Skullboot zurück und belegte mit dem Leichtgewichts-Doppelvierer den achten Platz bei den Weltmeisterschaften 2003. 2004 ruderte Touron zusammen mit Frédéric Dufour im Leichtgewichts-Doppelzweier, bei den Olympischen Spielen 2004 in Athen erkämpften die beiden die Silbermedaille hinter den Titelverteidigern Kucharski und Sycz.